# Sebastian Shaw
Sebastian Lewis Shaw, född 29 maj 1905 i Holt i Norfolk, död 23 december 1994 i Brighton i East Sussex, var en brittisk skådespelare, regissör, författare, dramatiker och poet.

## Filmografi i urval
- 1939 – U-båt spionen
- 1964 – Det hände här
- 1983 – Jedins återkomst